# Aguidi
Aguidi é um distrito no departamento de Plateau, no Benim. É uma divisão administrativa sob a jurisdição do município de Sakété. De acordo com o censo populacional realizado pelo Institut National de la Statistique Benin em 15 de fevereiro de 2002, o distrito tinha uma população total de 12.739.